# Zabłocie (województwo małopolskie)
Zabłocie – wieś w Polsce, położona w województwie małopolskim, w powiecie wielickim, w gminie Biskupice.
| SIMC    | Nazwa     | Rodzaj    |
| ------- | --------- | --------- |
| 0315488 | Dół       | część wsi |
| 0315494 | Góra      | część wsi |
| 0315502 | Kawki     | część wsi |
| 0315519 | Surówki   | część wsi |
| 0315525 | Wyczesana | część wsi |
| 0315531 | Za Rzeką  | część wsi |

W latach 1975–1998 miejscowość administracyjnie należała do województwa krakowskiego.
Wierni kościoła rzymskokatolickiego należą do parafii św. Marcina w Biskupicach.